# Saint-Caprais (Lot)
Saint-Caprais is een gemeente in het Franse departement Lot (regio Occitanie) en telt 79 inwoners (2009). De plaats maakt deel uit van het arrondissement Cahors.

## Geografie
De oppervlakte van Saint-Caprais bedraagt 8,7 km², de bevolkingsdichtheid is dus 9,1 inwoners per km².
De onderstaande kaart toont de ligging van Saint-Caprais (Lot) met de belangrijkste infrastructuur en aangrenzende gemeenten.

## Demografie
Onderstaande figuur toont het verloop van het inwonertal (bron: INSEE-tellingen).